# ذكي بيغ عليا (مقاطعة ديواندرة)
ذكي بيغ عليا (بالفارسية: ذکی بیگ علیا) هي قرية تقع في قسم اوباتو (مقاطعة ديواندرة) في إيران. يقدر عدد سكانها بـ 186 نسمة بحسب إحصاء 2016.